# Ackerflur bei Alpenrod
Ackerflur bei Alpenrod este o arie protejată (arie specială de conservare — SAC, sit de importanță comunitară — SCI) din Germania întinsă pe o suprafață de 12 ha, integral pe uscat.

## Localizare
Centrul sitului Ackerflur bei Alpenrod este situat la coordonatele 50°37′45″N 7°51′59″E / 50.6292°N 7.8664°E.

## Înființare
Situl Ackerflur bei Alpenrod a fost declarat sit de importanță comunitară în mai 2004 pentru a proteja 1 specie de plante. Situl a fost protejat și ca arie specială de conservare în octombrie 2005.

## Biodiversitate
Situată în ecoregiunea continentală, aria protejată conține 1 habitat natural: Fânețe de joasă altitudine (Alopecurus pratensis, Sanguisorba officinalis).
La baza desemnării sitului se află o specie protejată de  plante: Notothylas orbicularis.